# Centaurium bianoris
Centaurium bianoris är en gentianaväxtart som beskrevs av Herb och fader Sennen. Centaurium bianoris ingår i släktet aruner, och familjen gentianaväxter.

## Underarter
Arten delas in i följande underarter:
- C. b. roseum
- C. b. sulfureum